# 1095 Avenue of the Americas
1095 Avenue of the Americas, går även under namnen 3 Bryant Park och Verizon Building, är en skyskrapa som ligger utmed gatan Avenue of the Americas/Sixth Avenue på Manhattan i New York, New York i USA.
Byggnaden uppfördes mellan 1972 och 1974 som en fastighet för kontorsverksamhet. Den är 192 meter hög och har 40 våningar.